# Dorival Knipel
Dorival Knipel, também conhecido como Yustrich (Corumbá, 28 de setembro de 1917 – Belo Horizonte, 15 de fevereiro de 1990), foi um futebolista e treinador brasileiro.
Jogou como goleiro de clubes cariocas, mas se notabilizou como um técnico famoso por sua exigência, suas idiossincrasias e por seu temperamento explosivo, tendo protagonizado diversas histórias que fazem parte do folclore do futebol brasileiro.

## Biografia
Nascido no Mato Grosso do Sul, de pais de origem alemã, Yustrich se mudou com a família para o Rio de Janeiro quando tinha seis meses de idade.

### De goleiro a técnico durão
Começou a carreira esportiva como boxeador, mas permaneceu no ringue por pouco tempo. Dorival Knipel começou no futebol aos 18 anos como goleiro do Flamengo, onde jogou até 1944. Ganhou o apelido de Yustrich por sua semelhança física com Juan Elias Yustrich, famoso goleiro argentino, do Boca Juniors. Neste período conquistou os títulos cariocas de 1939 e o tricampeonato de 1942 a 1944.
Em 1944 foi para o Vasco da Gama, transferindo-se depois para o América, também do Rio de Janeiro.
Formou-se em Educação Física pela Escola Nacional de Educação Física, da Praia Vermelha, atual UFRJ.
Na década de 1950, já era técnico de futebol, com fama de disciplinador e durão: não permitia que atletas sob seu comando fumassem, deixassem a barba por fazer e usassem cabelo comprido. Não tolerava atrasos e falta de empenho nos treinamentos.
Arrogante e de temperamento explosivo, gostava de exibir sua valentia. Era chamado de "Homão" por causa de sua alardeada macheza e pelos seus quase 1,90 m de altura e seu físico avantajado ou, segundo um cronista esportivo, paquidérmico. Envolvia-se em constantes atritos com jogadores, colegas, dirigentes e a imprensa.
Teve a primeira oportunidade como treinador no América-MG em 1948.
Em 1951, Yustrich teve a primeira oportunidade de treinar o Atlético-MG. Acabou vice-campeão perdendo para o Villa Nova, no Independência. Em 1952, foi expulso do Atlético Mineiro pelos jogadores, chateados de verem alguns colegas rejeitados pelo técnico.

### Em Portugal
Após treinar o Villa Nova, em 1953, e o América-MG, em 1954, Yustrich seguiu para Portugal. Em 1955, estava no Futebol Clube do Porto, para fazê-lo campeão em 1956. No mesmo ano, o Porto venceu a Taça Portugal, ao conquistar no mesmo ano os dois maiores títulos daquele país.
Mesmo com essas conquistas, Yustrich era antipatizado por alguns de seus jogadores, entre eles Hernani Silva, o ídolo do time. Em 1958, o Porto goleou o Oriental por 5 a 0 e Yustrich mandou os seus jogadores agradecerem ao público o apoio que lhes tinha sido dado. Hernani foi o único a não cumprir a ordem porque não estava para "alimentar as palhaçadas do treinador". Foi o suficiente para se iniciar uma discussão áspera que culminou com um troca de socos. Hernani, além de jogador, era sargento do exército e Portugal vivia sob a ditadura de Salazar. No final da temporada, Yustrich foi dispensado.

### De volta ao Brasil e ao Atlético
Em 1959, dirigiu o Vasco da Gama.
Em 1964, estava no Siderúrgica, da cidade mineira de Sabará e conquistou o título estadual, quebrando a hegemonia dos grandes clubes. O Siderúrgica havia arrebatado um título estadual pela última vez em 1937.
Do Siderúrgica, foi para outro time do interior, o Villa Nova, de Nova Lima. Em seguida, voltou ao Atlético Mineiro e conquistou uma das melhores fases do Galo, várias vezes campeão mineiro sob sua direção.
Yustrich se tornou técnico da Seleção Brasileira por uma única partida e de uma maneira peculiar. Em dezembro de 1968, o Atlético foi convidado a representar o Brasil num amistoso contra a antiga Iugoslávia. Vestindo a camiseta canarinho, o Atlético venceu por 3x2.
Em 1969, na preparação da Seleção Brasileira para a Copa de 1970, então dirigida por João Saldanha, foi programada uma partida contra a seleção mineira, no Estádio do Mineirão. Mas quem entrou em campo, vestindo a camiseta vermelha da Federação Mineira, foi o Atlético, que venceu a seleção que se tornaria campeã do mundo por 2 a 1. Ao final da partida, Yustrich obrigou seus jogadores a darem a volta olímpica no gramado, usando a penugem alvinegra do Atlético que vestiam por baixo da vermelha da Seleção de Minas. O Mineirão quase veio abaixo, a equipe de limpeza demorou três dias para conseguir limpar todas as penas. Isto lhe valeu a inimizade de João Saldanha.
No Atlético Mineiro, Yustrich deu uma atenção especial a um jovem jogador vindo do Rio, de nome Dario, que se consagraria como o maior artilheiro do Galo até então. Com treinamentos especiais, Yustrich deu ao jovem Dario as condições técnicas e a autoconfiança que lhe faltavam, fato que o próprio jogador reconhece publicamente.
No entanto, com o jogador uruguaio Cincunegui, Yustrich teve desentendimentos que culminaram com seu afastamento do Atlético. Criticado pelo treinador por haver retardado por uma semana seu retorno de férias, o uruguaio e Yustrich passaram a ter discussões cada vez mais fortes. A certa altura, Cincunegui teria apontado um revólver para Yustrich.

### No Flamengo: incidente com Saldanha
Em 1970, Yustrich foi para o Flamengo cercado de grandes expectativas e começou o ano arrasador. Em fevereiro, pelo Torneio de Verão, a vitória de 6x1 sobre o Independiente da Argentina, com cinco gols no primeiro tempo, deixou a torcida empolgada com o novo treinador. Mas os resultados seguintes decepcionaram. Com apenas oito vitórias em 25 partidas no primeiro semestre de 1971, a diretoria rubro-negra atribuiu a má fase do clube aos métodos rígidos de Yustrich e optou por demiti-lo.
Mas o fato mais marcante de sua passagem pelo Flamengo foi vivido fora de campo. Convencido de que seria convocado para comandar a seleção brasileira, caso João Saldanha, que estava em baixa, fosse demitido, Yustrich começou a carregar nas críticas ao treinador. Saldanha, que andava irritado com Yustrich desde o jogo-treino no Mineirão e também tinha um temperamento explosivo, entrou armado de revólver na concentração do Flamengo, em 12 de março de 1970, mas Yustrich não estava no local. Este gesto colocou Saldanha na berlinda e bastou um empate da seleção com o modesto time do Bangu, para que fosse demitido. Foi substituído por Zagallo.

### Final de carreira
Depois do Flamengo, treinou o Corinthians e o Coritiba.
Em 1977, estava novamente no futebol mineiro, desta feita no Cruzeiro, onde, já de início, tomou uma medida que desagradou aos jogadores: proibiu o jogo de sinuca na concentração. Mas naquele ano o Cruzeiro sagrou-se campeão mineiro.
Do Cruzeiro, Yustrich foi dispensado por conta de uma discussão em torno de um fato banal. Após um jogo em Araxá, um jogador deu a camisa para um garoto que invadira o gramado. Yustrich mandou o roupeiro buscar a peça. O presidente do clube não permitiu. Armou-se o bate-boca e o treinador foi demitido ali mesmo à vista de todos. Este incidente teria sido apenas o pretexto para dispensar um treinador já desgastado. Yustrich tentara tirar o zagueiro Brito, campeão mundial em 1970, da equipe titular, por ter o hábito de fumar. Não conseguiu, porém, vencer a oposição dos outros jogadores e da diretoria. Daí, como forma de mostrar seu descontentamento, substituía Brito durante as partidas sempre que tinha oportunidade. O craque se irritou a tal ponto que, ao ser substituído pela enésima vez, jogou a camiseta suada no rosto do treinador diante do público.
Yustrich encerrou em 1985, no Villa Nova, sua carreira de treinador. Retirou-se para o mais completo anonimato e só foi notícia novamente com sua morte, em 1990. Este isolamento é a razão de serem hoje incompletas e distorcidas as informações sobre ele, aliado ao fato de nutrir antipatia pela imprensa, a ponto de proibir repórteres de entrevistar seus jogadores e até de ficar nas proximidades dos vestiários. Alguns cronistas esportivos chegam a atribuir a ele a nacionalidade argentina, numa evidente confusão com seu homônimo do Boca Juniors, também já falecido.

## Títulos

### Como jogador

#### Flamengo
- Campeonato Carioca: 1939, 1942, 1943, 1944.

### Como treinador

#### América Mineiro
- Campeonato Mineiro: 1948.

#### Atlético Mineiro
- Campeonato Mineiro: 1952,[7] 1953.

#### Porto
- Campeonato Português: 1955-56
- Taça de Portugal: 1956.

#### Siderúrgica
- Campeonato Mineiro: 1964.

#### Flamengo
- Taça Guanabara: 1970.

#### Cruzeiro
- Campeonato Mineiro: 1977